# Rogaining

Het standaard internationale oriënteringssymbool wordt gebruikt om een controlepunt op wedstrijden aan te wijzen.

Rogaining is een oriënteersport met langeafstandnavigatie, wat routeplanning en navigatie tussen punten met behulp van verschillende soorten kaarten inhoudt. In een rogaine bepalen teams van 2 tot 5 personen welke punten ze willen opzoeken binnen een bepaalde tijd, met de bedoeling om hun score te maximaliseren. Teamwork, uithoudingsvermogen, competitie, en de waardering van de natuurlijke omgeving zijn kenmerken van de sport. Kampioenschap rogaines duren 24 uur, maar rogaines kunnen net zo goed 2 uur duren.

## Geschiedenis
Rogaining heeft haar oorsprong in 1947 wanneer de eerste van de vele evenementen met kenmerken van rogaines werd georganiseerd door de “Melbourne University Mountaineering Club”. De evenementen uit de jaren 40 hebben uiteindelijk geleid tot de geboorte van de sport rogaining in April, 1976, in Melbourne, Australië. De sport kreeg de naam, regels werden gevormd, en de eerste rogaining vereniging werd gevormd (the Victorian Rogaining Association.) De vereniging en de sport groeiden snel de volgende 10 jaar.
Het woord “rogaining” is afgeleid van de namen van drie van de oprichters, Rod Phillips, Gail Davis en Neil Phillips (RoGaiNe) die allemaal leden waren van de “Surre-Thomas Rover Crew” die de eerste rogaine heeft georganiseerd. De naam werd officieel aangenomen door de “Victorian Rogaining Association” bij de jaarlijkse bijeenkomst in augustus, 1976, en geaccepteerd door “Scouts Australia” en Universitaire wandelgroepen om de sport een eigen identiteit te geven.
De Rogaining Wereldkampioenschappen werden voor het eerst gehouden in 1992, en daarna elke twee jaar vanaf 1996 tot 2012. Sinds dan zijn ze jaarlijks gehouden, met het land twee jaar van tevoren gekozen door de International Rogaining Federation.
- 1e Rogaining Wereldkampioenschap (1992): Beechworth, Australië, rond de 200 teams
- 2e Rogaining Wereldkampioenschap (1996): Mt Singleton, West Australië, 640 deelnemers in 271 teams
- 3e Rogaining Wereldkampioenschap (1998): Kamloops, Brits-Columbia, Canada
- 4e Rogaining Wereldkampioenschap (2000): Christchurch, Nieuw-Zeeland
- 5e Rogaining Wereldkampioenschap (2002): Lesna, Tsjechië, 202 teams
- 6e Rogaining Wereldkampioenschap (2004): Arizona, VS, 380 deelnemers uit 15 landen en 33 VS staten.
- 7e Rogaining Wereldkampioenschap (2006): New South Wales, Australië; 691 deelnemers (311 teams)
- 8e Rogaining Wereldkampioenschap (2008): Karula National Park, Estland; 748 deelnemers (339 teams) uit 22 landen.
- 9e Rogaining Wereldkampioenschap (2010): Cheviot, Nieuw-Zeeland; 522 deelnemers (251 teams)
- 10e Rogaining Wereldkampioenschap (2012): Přebuz, Tsjechië
- 11e Rogaining Wereldkampioenschap (2013): Alol, Rusland
- 12e Rogaining Wereldkampioenschap (2014): Black Hills, South Dakota, VS
- 13e Rogaining Wereldkampioenschap (2015): Lapland, Finland
- 14e Rogaining Wereldkampioenschap (2016): Alice Springs, Australië
- 15e Rogaining Wereldkampioenschap (2017): Rāzna National Park, Letland

## Regels
Teams van twee tot vijf personen bezoeken zo veel mogelijk punten in de toegestane tijd. Rogaines met kortere tijden staan vaak solo deelnemers toe. Punten hebben een bepaalde score gebaseerd op hoe moeilijk ze zijn te behalen. Zo kiezen teams een strategie (bijvoorbeeld, ze veel mogelijk punten met een lage score te behalen.) Teams bewegen altijd te voet, van punt naar punt, op terrein dat afwisselt van open velden tot bergachtig bos, terwijl ze navigeren met behulp van een kaart en kompas. Een centraal kamp dat “hash house” genoemd wordt voorziet warme maaltijden tijdens het evenement en teams kunnen elk moment terugkomen om te eten, uit te rusten of te slapen. Teams bewegen met hun eigen tempo, en iedereen, van jong tot oud, kan de persoonlijke voldoening meemaken die komt door navigatie in de natuur, met hun eigen level van competitie en comfort. Teamleden blijven altijd binnen gehoorsafstand van elkaar.
De duur van een Rogaining kampioenschap is 24 uur, maar kortere variaties zoals 3-, 6-, 8-, 12-, en 15-, uur evenementen worden ook gehouden (soms tegelijk met een 24- uur event.) Afhankelijk van het terrein, kunnen ervaren rogaining teams meer dan honderd kilometers afleggen binnen 24 uur. Er zijn ook langere evenementen voorgekomen (genaamd “Endurogaines”) die 48 en 50 uur duurden. In het inheemse Australië, worden er meestal rogaines elke maand gehouden tijdens weekenden dicht bij volle maan, met jaarlijkse staatskampioenschappen en een jaarlijkse nationale kampioenschap. Deze vereisen vele vrijwilligers, zoals koerszetters en catering en worden vaak bijgewoond door honderden deelnemers. Een competitieve 24-uur rogaine vereist een kaal gebied van ongeveer 250 km² voor een relatief vlak terrein. Een terrein met bergen kan een veel kleiner of een veel groter terrein eisen, afhankelijk van de positie van de punten.

## Variaties

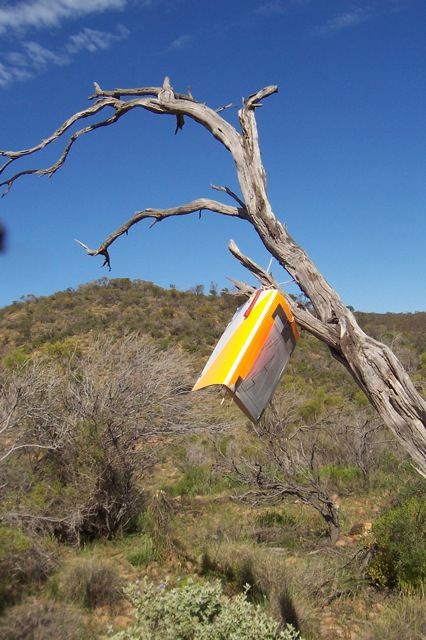
Rogaine controlepunt geplaatst op een kleine boom. Hoewel sommige controlepunten relatief makkelijk te zien zijn, vereisen veel voorzichtige navigatie om ze te vinden.

Andere variaties van rogaining zijn populair, vooral in Australië tijdens de maanden wanneer geen normale rogaines worden gehouden vanwege het weer. Populaire variaties zijn:
- Metrogaine – Een evenement van meestal rond de 6 uur en gehouden in stedelijke gebieden.
- Cyclogaine – Meestal een periode van 6 uur met de fiets. Meestal op plaatsen waar mountainbiken mogelijk is.
- Snogaine – Gehouden in gebieden met sneeuw en deelnemers mogen gebruik maken van sneeuwschoenen of ski's om punten te bereiken.
- Paddlogaine – Een rogaine in een waterrijk gebied, zoals een netwerk van aan elkaar gekoppelde meren. Deelnemers mogen elke boot aangedreven door menskracht gebruiken.